# Melastiza
Melastiza Boud. (czarnorzęska) – rodzaj grzybów należący do rodziny Pyronemataceae.

## Systematyka i nazewnictwo
Pozycja w klasyfikacji według Index Fungorum: Pyronemataceae, Pezizales, Pezizomycetidae, Pezizomycetes, Pezizomycotina, Ascomycota, Fungi.
Nazwa polska według M.A. Chmiel.

## Charakterystyka
Grzyby saprotroficzne tworzące barwne apotecja. Odróżniają się od rodzajów Scutellinia i Cheilymenia głównie większymi apotecjami, zewnętrznymi włoskami zaokrąglonymi na wierzchołku i grubo siatkowatymi zarodnikami.

## Gatunki występujące w Polsce
- Melastiza chateri (W.G. Sm.) Boud. 1907 – czarnorzęska szczecinkowata
- Melastiza flavorubens (Rehm) Pfister & Korf 1971
- Melastiza rozei (Boud.) Spooner & Y.J. Yao 1995
- Melastiza scotica Graddon 1961

Nazwy naukowe na podstawie Index Fungorum. Wykaz gatunków i nazwy polskie według M.A. Chmiel i innych..